# Tony Blair
Sir Anthony Charles Lynton (Tony) Blair KG (Edinburgh, Schotland, 6 mei 1953) is een voormalig Brits politicus en diplomaat van de Labour Party en premier van het Verenigd Koninkrijk van 1997 tot 2007.
Blair studeerde rechten aan de Universiteit van Oxford en werkte als advocaat van 1976 tot 1983. Blair werd in 1983 lid van het Lagerhuis voor Sedgefield. Na het overlijden van partijleider John Smith werd Blair op 21 juli 1994 gekozen als zijn opvolger en werd oppositieleider in het Lagerhuis. Op 1 mei 1997 won de Labour Party onder leiding van Blair de Lagerhuisverkiezingen van 1997 waarna hij de volgende dag werd beëdigd als de eerste Labour Party premier in 18 jaar tijd. Na de Lagerhuisverkiezingen van 2001 en 2005 werd Blair nogmaals herkozen waardoor hij de langst zittende Labour Party premier uit de Britse geschiedenis werd. Op 27 juni 2007 trad Blair af op eigen initiatief en werd opgevolgd door zijn oude rivaal Gordon Brown en werkt sindsdien als diplomaat en bemiddelaar.

## Levensloop

### Parlementslid
Blair was parlementslid sinds 1983. In 1994 volgde hij de plotseling overleden John Smith op als leider van de partij. Onder zijn leiding schoof de partij, onder de noemer New Labour, sterk op naar het midden van het politieke spectrum, in lijn met de ideologie van de Derde Weg. Hij zette zijn gedachten uiteen in een pamflet The Third Way: New Politics for the New Century, uitgegeven door de Fabian Society. Labour werd, na jarenlange oppositie, weer in de regering gekozen.

### Eerste termijn als premier
Bij de verkiezingen van 1997 behaalde New Labour een monsterzege en Blair begon aan zijn eerste ambtstermijn als premier. Hij werd bijgestaan door twee invloedrijke adviseurs: de voormalige journalist Alastair Campbell (bijgenaamd: 'de echte vicepremier') en minister Peter Mandelson, die vanwege hun talent om de publieke opinie te bespelen ook wel als zijn spindoctors werden aangeduid. Een andere belangrijke factor in Blairs regering was Chancellor of the Exchequer Gordon Brown. De invloed van deze vriend/rivaal van Blair was zo groot dat commentatoren in de loop der jaren gingen spreken over Blairites en Brownites om de machtsverhoudingen binnen het kabinet aan te geven.
Een hoogtepunt in Blairs eerste termijn waren de onderhandelingen met de partijen in het conflict in Noord-Ierland, die in 1998 leidden tot het Goedevrijdagakkoord.
Toen Blair benoemd was, waren zijn prioriteiten naar eigen zeggen: "onderwijs, onderwijs en onderwijs". In de aanloop naar de verkiezingen van 2001 breidde hij deze lijst uit met andere publieke voorzieningen, met name de gezondheidszorg (National Health Service).

### Tweede termijn als premier

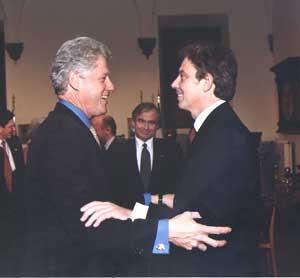
President van de Verenigde Staten Bill Clinton en premier Tony Blair op een bijeenkomst in Florence op 20 november 1999.

Premier Tony Blair en president van de Verenigde Staten George W. Bush tijdens een persconferentie in het Witte Huis op 12 november 2004.

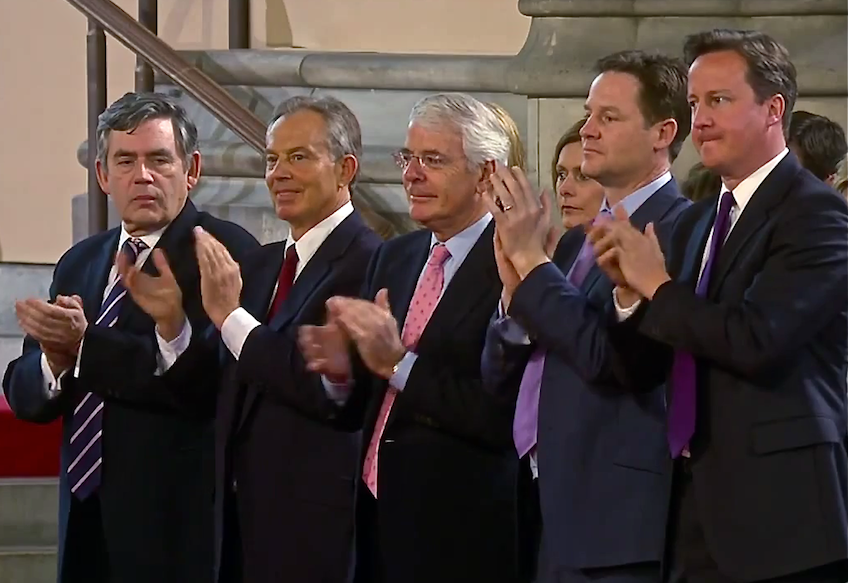
Oud-premiers Gordon Brown, Tony Blair, John Major, vicepremier Nick Clegg en premier David Cameron tijdens een bijeenkomst in het Lagerhuis op 10 juni 2011.

Bij de verkiezingen van 2001 handhaafde Labour zijn grote meerderheid in het parlement.
Na 11 september 2001 werd Blairs agenda gedomineerd door buitenlandse zaken. Het Verenigd Koninkrijk vormde een alliantie met de VS om de Iraakse dictator Saddam Hoessein ten val te brengen. Deze beschikte volgens Bush en Blair over massavernietigingswapens en was daarom een bedreiging voor de wereldvrede. Vanuit zijn eigen partij werd Blair om deze beslissing fel bekritiseerd en zijn populariteit onder het electoraat liep fors terug, zeker nadat in Irak geen massavernietigingswapens werden aangetroffen. Blair werd ervan beschuldigd op basis van leugens een oorlog te zijn aangegaan. Het leidde onder andere tot een affaire rondom wapenexpert David Kelly en tot het terugtreden van Alastair Campbell.
In diverse parlementaire onderzoeken werd geconcludeerd dat Blair in de aanloop naar de oorlog in Irak naar eer en geweten had gehandeld, zij het op grond van onjuiste informatie. De vraag of Blair wel te vertrouwen was, werd echter in de aanloop naar de verkiezingen van 2005 regelmatig door zijn politieke tegenstanders opgeworpen.
Eind 2009 zei Blair in een interview met de BBC dat hij het gerechtvaardigd vond Saddam ten val te brengen los van de kwestie van de massavernietigingswapens. Dat jaar gingen steeds meer stemmen op om hem te vervolgen voor oorlogsmisdaden. Van juli 2009 tot februari 2011 heeft een onderzoekscommissie onder leiding van Sir John Chilcot opnieuw onderzoek gedaan naar de aanloop van de Irakoorlog.

### Derde termijn als premier
Op 5 mei 2005 behaalde Blair zijn derde achtereenvolgende verkiezingszege (een unicum voor een Labourpoliticus). Wel liep de meerderheid van Labour in het Lagerhuis sterk terug.
Bij het aanvaarden van zijn laatste ambtstermijn kondigde Blair nieuwe speerpunten van zijn beleid aan. Een daarvan was: meer aandacht voor fatsoen.
Op 7 juli 2005 was Blair gastheer van een conferentie van de G8 in Perthshire in Schotland, waar onder andere een plan van Blair en Brown voor verlichting van de schuldenlast van derdewereldlanden aan de orde kwam. De bijeenkomst werd overschaduwd door een reeks bomaanslagen in Londen. De suggestie dat deze aanslagen, en de daarop volgende aanslagen van 21 juli 2005, een direct gevolg zouden zijn van Blairs beleid met betrekking tot Irak werd door hem van de hand gewezen. Na de eerste aanslagen bleek tijdens een enquête dat voor het eerst sinds vijf jaar een meerderheid van de Britten een positief oordeel over de premier had. Daarnaast was 65% van de ondervraagden ervan overtuigd dat de aanslagen een gevolg waren van Blairs Irakbeleid.
In november 2005 lanceerde Blair een voorstel voor een antiterreurwet, volgens welke terreurverdachten 90 dagen konden worden vastgehouden zonder aanklacht. Deze werd door het Lagerhuis weggestemd; onder de tegenstemmers waren ook 49 Labourparlementariërs. Een wet om terreurverdachten 28 dagen zonder proces vast te zetten kwam wel door het parlement.
De gemeenteraadsverkiezingen van 4 mei 2006 werden als een zware klap voor Labour beschouwd. Als reactie voerde Blair drastische veranderingen in de bezetting van zijn kabinet door, waarbij onder andere de omstreden minister Charles Clarke het veld moest ruimen. Ook minister van Buitenlandse Zaken Jack Straw werd vervangen en wel door minister van Milieu, Margaret Beckett. Dergelijke reshuffles zijn in de Britse politiek niet ongebruikelijk, maar in dit geval spraken veel commentatoren van een paniekreactie die volgens deze critici vooral bedoeld was om de aandacht af te leiden van Blairs eigen functioneren.

#### Opvolging
Al voor de verkiezingen van 2005 kondigde Blair aan dat dit zijn laatste verkiezingen als partijleider zouden zijn. Na de verkiezingen gaf hij te kennen dat hij zijn volledige derde termijn wilde uitzitten.
Op 5 september 2006 werd de kwestie actueel omdat een brief uitlekte waarin 17 Labour-parlementsleden Blair opriepen op korte termijn de datum van zijn vertrek bekend te maken. 49 andere parlementsleden reageerden met een eigen brief waarin ze een dergelijke oproep afwezen. Blair reageerde op dit conflict tussen blairites en brownites met de mededeling dat het jaarlijkse partijcongres van september 2006 zijn laatste congres als Labourleider zou zijn en dat hij het verdere tijdschema voor de overdracht van de macht tijdig bekend zou maken. De toespraak die hij op het congres gaf had alle kenmerken van een afscheidsspeech. Hij eindigde met de vaderlijke woorden "Nu zijn jullie de toekomst. Maak er het beste van."
Op 10 mei 2007 maakte Blair bekend dat hij op 27 juni 2007 zijn ontslag als premier zou nemen en tevens het partijleiderschap van de Labour Party neer zou leggen. De enige kandidaat voor zijn opvolging was Gordon Brown.

### Latere functies
Om zijn aftreden als parlementslid mogelijk te maken kreeg Blair op 27 juni 2007 de ceremoniële functie Steward of the Chiltern Hundreds.
Van meer betekenis is echter zijn benoeming tot speciaal gezant van het Midden-Oostenkwartet bestaande uit de Verenigde Naties, de Europese Unie, de Verenigde Staten en Rusland, belast met het uitdragen van de door die vier voorgestelde Routekaart voor Vrede in het Midden-Oosten. Zijn aanstelling als vredesgezant voor het Midden-Oosten was niet onbesproken aangezien zijn sterke banden met Israël. Zo was Blair lange tijd lid van de pro-Israëlische lobbygroep Labour Friends of Israel. Zijn rol als Brits premier in de Irakoorlog maakte hem ook weinig populair bij de Arabieren. Op 28 mei 2015 werd bekend dat Blair stopte als internationaal gezant in het Midden-Oosten. 
In een interview met de schrijver van het boek Gaza: Preparing for Dawn zei Blair voor het eerst dat hij en de andere wereldleiders fout geweest waren om toe te geven aan de druk van Israël om Hamas te boycotten nadat de islamitische partij in 2006 de verkiezingen had gewonnen die eerlijk en vrij waren verlopen.  De boycot en Israëls economische blokkade van de Gazastrook die dat jaar daarop begon, bestaan nog steeds. Deze situatie maakt het gebied in 2020 onbewoonbaar.
In de periode dat het Verdrag van Lissabon nog geratificeerd moest worden door Tsjechië, was Blair een van de kandidaten om de eerste president van Europa te worden.
Blair heeft sinds zijn aftreden als premier enkele liefdadigheidsinstellingen opgezet. Hierbij is niet zelden sprake van conflicterende belangen: zijn werk als afgezant combineert hij met zijn zakelijke doelstellingen. Zijn hoofdonderneming Tony Blair Associates (TBA) geeft advies aan buitenlandse regeringen en ondernemingen, waarbij hij zich vooral richt op landen in het Midden-Oosten. Bij zijn bezoeken aan leiders in de regio laat hij zich vergezellen door Jonathan Powell, die bij TBA werkt. Volgens de Daily Mail was de supermarktketen Tesco in gesprek met Tony Blair om met diens hulp voet aan de grond te krijgen in het Midden-Oosten. Blair zou hiervoor een miljoen pond krijgen, maar de gesprekken liepen spaak. In 2010 ging Blair op bezoek bij de Libische leider Qadhafi voor geheime besprekingen, onder meer over lucratieve zakendeals. Ook gaf hij adviezen. In 2007 heeft hij als premier een deal bewerkstelligd tussen BP en Libiës National Oil Corporation ter waarde van 450 miljoen pond. BP heeft toegegeven indertijd bij de regering Blair te hebben gelobbyd om een gevangenenruil te bewerkstelligen, zodat het zaken kon doen met Libië. Het ging onder meer om een verdachte in de Lockerbie-zaak.
De oud-premier is tevens adviseur van de bank JPMorgan Chase (volgens de Daily Mail voor 2 miljoen pond per jaar, onder meer met het oog op zakenmogelijkheden in Libië) en Zurich Financial Services. Daarnaast is hij actief in het lezingencircuit. In 2009 noteerde The Telegraph dat hij de duurste public speaker was. Zo zou hij voor twee toespraken van een halfuur in de Filipijnen in totaal 400.000 pond hebben gekregen.

### Privé
Hij is getrouwd met de advocaat Cherie Blair, sinds 29 maart 1980. Ze hebben vier kinderen, drie zoons en een dochter (Euan, Nicky, Leo en Kathryn). Eind 2007 werd bekend dat hij van de Kerk van Engeland was overgestapt naar de Rooms-Katholieke Kerk, het kerkgenootschap van zijn vrouw Cherie en hun vier kinderen. Onverwacht kwam deze stap niet, al langer was bekend dat hij veel belangstelling toonde voor deze kerk; zo was hij in 2006 op audiëntie bij paus Benedictus XVI.

## Onderscheidingen
- Congressional Gold Medal (2003)
- Presidential Medal of Freedom (2009)
- Orde van de Kousenband (2022)